# Pawieł Starygin
Pawieł Iwanowicz Starygin (ros. Павел Иванович Старыгин, ur. 1897 w guberni wiackiej, zm. 20 maja 1973 w Kijowie) – radziecki działacz partyjny.

## Życiorys
Od 1921 należał do RKP(b), w 1933 został szefem wydziału politycznego stacji maszynowo-traktorowej w obwodzie dniepropietrowskim, od maja 1938 do lutego 1939 był I sekretarzem Komitetu Obwodowego KP(b)U w Mikołajowie. Jednocześnie od 18 czerwca 1938 do 13 maja 1940 był członkiem KC KP(b)U, a 1939-1940 ludowym komisarzem/ministrem przemysłu mięsnego i mleczarskiego Ukraińskiej SRR. 7 lutego 1939 został odznaczony Orderem Czerwonego Sztandaru Pracy.